# Ivan Panfilov
Pour les articles homonymes, voir Panfilov.
Ivan Vassilievitch Panfilov (russe : Иван Васильевич Панфилов) ; (né le 1er janvier 1893 à Petrovsk – décédé le 18 novembre 1941 à Gouseniovo) est un général soviétique, Héros de l'Union soviétique à titre posthume.
Il est surtout célèbre pour son commandement la 316e division d’infanterie (en) durant la bataille de Moscou de la Seconde Guerre mondiale (octobre et novembre 1941). Une partie des exploits attribués à cette unité sont cependant fortement douteux,.
Son nom a été donné au parc des 28 gardes de Panfilov, à Almaty, ancienne capitale du Kazakhstan, mais aussi au parc d'attraction très verdoyant au centre de la ville de Bishkek, capitale du Kirghizistan (Parc Panfilov (en)).